# Jiří Švec
Jiří Švec (ur. 20 listopada 1935 w Netolicach, zm. 30 czerwca 2014) – czechosłowacki zapaśnik walczący w stylu klasycznym. Trzykrotny olimpijczyk. Czwarty w Tokio 1964; piąty w Rzymie 1960 i odpadł w eliminacjach w Meksyku 1968. Startował w kategorii 57–63 kg.
Pięciokrotnie na czołowych miejscach mistrzostw świata. Srebrny medalista w 1963 i brązowy w 1961. Wicemistrz Europy w 1968 i trzeci w 1967. Mistrz kraju w 1963 w stylu wolnym i pięciokrotny w stylu klasycznym, w latach:1957, 1959, 1962, 1966 i 1968.
- Turniej w Rzymie 1960

Wygrał z Ali Bani Hashemim z Iranu, Grekiem Michaila Teodoropulosa, Franzem Brunnerem z Austrii a przegrał z Dinko Petrowem z Bułgarii i Edvinem Vesterbym ze Szwecji.
- Turniej w Tokio 1964

Pokonał Jang I-hyeona z Korei Południowej, Sijawasza Szafizade z Iranu a przegrał z Rumunem Ionem Cerneą, Władłenem Trostianskim z ZSRR i Masamitsu Ichiguchi z Japonii.
- Turniej w Meksyku 1968

Zwyciężył José Luisa Garcíę z Gwatemali i Greka Nikolaosa Lazaru, a przegrał z Hideo Fujimoto z Japonii.